# کودک‌فروشی
کودک‌فروشی (در کامن لا:Child-selling)، عمل فروش کودکان معمولاً توسط والدین، قیم قانونی، یا ارباب یا قیم‌های بعدیست. در کودک‌فروشی رابطه بعدی با کودک اساساً غیر استثماری است و هدف اصلی از فروش کودک معمولا اجازه فرزندخواندگی است.

## ایالات متحده
زنی به نام جورجیا تان، از ممفیس، تنسی، توسط انجمن خانه کودکان تنسی استخدام شد. بر اساس گزارشگری به نام باربارا بیسانتس ریموند، تان، در سال‌های ۱۹۲۴ تا ۱۹۵۰، وی بسیاری از کودکان را دزدید و ۵۰۰۰ کودک را فروخت.بیشتر یا همه آن کودکان سفیدپوست بودند. کودکان توسط خانواده‌ها در ازای هزینه‌های قابل توجهی ظاهراً بیشتر برای هزینه حمل و نقل و هتل به فرزندخواندگی پذیرفته شدند، اما تان چندین بار برای هر سفر هزینه دریافت می‌کرد و پول را شخصاً جمع‌آوری می‌کرد و نه از طریق انجمن خانه کودکان تنسی. وی فرزندخواندگی‌ها را بدون تحقیق از والدین خوانده به جز تحقیق در مورد ثروت آنها انجام می‌داد. مبالغی که برای فرزندخواندگی دریافت می‌شد از ۷۰۰ دلار تا ۱۰٬۰۰۰ دلار متغیر بود، زمانی که «آژانس‌های معتبر … تقریباً هیچ پولی دریافت نمی‌کردند». تان، در یک سخنرانی در سال ۱۹۴۴ که دیگران را به فرزندخواندگی غیرقانونی متهم می‌کرد، خودش به فروش کودکان اعترافی نکرد.
به گفته ریموند، تان فرزندخواندگی را از نظر اجتماعی قابل قبول کرد. پیش از این، زمانی که اولین قانون فرزندخواندگی ایالتی ایالات متحده در سال ۱۸۵۱ تصویب شد، فرزندخواندگی «بلافاصله رایج و عرفی نبود». در اوایل قرن بیستم، فرزندخواندگی «نادر» بود. والدین کم‌درآمدی که از آنها کودکان گرفته می‌شد، عموماً از نظر ژنتیکی «پست‌تر» در نظر گرفته می‌شدند، و کودکانی که قابل فرزندخواندگی‌تر در نظر گرفته می‌شدند، از نظر ژنتیکی «لکه‌دار» به حساب می‌آمدند.
دلالانی که نوزادان را می‌فروختند در آگوستا، جورجیا، و ویچیتا، کانزاس پیدا شدند. کودک‌فروشی توسط یک ماما در نیواورلئان، لوئیزیانا نیز رخ داد. یک کودک دو بار در یک قطار سواری فروخته شد، و یک «پدر… دختر متولد نشده خود را با بدهی خود در قمار و پوکر معاوضه کرد.»
در سال‌های ۱۹۵۵–۱۹۵۶، تلاش‌ها برای تصویب قانون فدرال ایالات متحده برای ممنوعیت فروش نوزاد شکست خورد.

## قوانین و حقوق بین‌الملل
کنوانسیون لاهه در مورد فرزندخواندگی بین کشوری (Hague Convention on Intercountry Adoption) معاهده‌ای است که خرید و فروش کودکان را ممنوع می‌کند و تلاش می‌کند تا کنترل‌ها و مقرراتی را در مورد فرزندخواندگی بین کشوری اعمال کند.

## در فرهنگ عامه
- بچه‌های دزدیده شده، یک فیلم تلویزیون کابلی با بازی مری تایلر مور[۲۳]
- Mommie Dearest[۲۳]
- دانا تروی، در داستان‌های کمیک
- در اژدهای پیت، فیلمی از دیزنی که در سال ۱۹۷۷ منتشر شد، پیت، شخصیت اصلی، به خانواده‌ای بی‌سواد گوگان‌ها فروخته شد که از او به عنوان نیروی کار ارزان استفاده می‌کردند تا اینکه او فرار می‌کند.
- در الیور توئیست، آقای بامبل، الیور را به یک کفن‌کش فروخت.
- To Be the Man، زندگینامه ریک فلیر، با فصل آغازین "Black Market Baby" آغاز می‌شود. والدین فلیر او را از انجمن خانه کودکان تنسی گرفتند.